# Astragalus lydius
Astragalus lydius är en ärtväxtart som beskrevs av Pierre Edmond Boissier. Astragalus lydius ingår i släktet vedlar, och familjen ärtväxter. Inga underarter finns listade i Catalogue of Life.